# Najran (province)
Pour les articles homonymes, voir Najran (homonymie).
Najran (arabe : نجران), ou Najrân, est une province de l'Arabie saoudite située dans le sud du pays, le long de la frontière avec le Yémen. Elle fait plus de 119 000 km2 et compte plus de 484 895 habitant (2010) ; 70 % d'entre eux travaillent dans le secteur agricole.
Le nom de Najran signifie « le morceau de bois où le gond de la porte circule ». Le mot « Najran » signifie aussi « assoiffé ». Une légende attribue la première installation humaine dans cette zone à Najran Ibn Zaidan Ibn Sabaa Ibn Yashgab Ibn Yareb Ibn Qahtan.
Najran est habité par la tribu Yam et ils sont divisés en écoles sunnites et ismaéliennes.
Sur le plan économique, le programme de plantation d'arbres entrepris en 1982 par le gouvernement a permis la création de grands parcs en ville, et dans les villages. Grâce aux pluies de mousson, Najran est une région agricole prospère, produisant chaque année 50 000 tonnes d'agrumes. Dans cette province se trouve aussi le plus grand barrage d'eau du pays, d'une capacité de stockage de 85 millions de m3.
Elle a pour voisins :
- au sud, le Yémen,
- au nord la province de Riyad,
- à l'ouest, la province d'Asir,
- et à l'est l'Ach-Charqiya par le Rub al-Khali.

## Géographie
La ville de Najran est entourée d’une chaîne de montagnes rocheuses, dont le sommet le plus élevé est le mont Abu Hamdan Mountain (1 450 m). La région abonde en vues panoramiques, en particulier la vallée d’Abi Al Rashras, un des grands sites touristiques de la ville, où l'eau jaillit à travers les roches pour irriguer les régions avoisinantes. Les autres attractions touristiques sont Nahouqa Wadi et Raoun Mountain.
Presque à la frontière yéménite, près de 300 km à l'est d’Abha, capitale de l'Asir, Najran est l'une des places les plus fascinantes et les moins visitées du pays Située dans une oasis tentaculaire, cette région est habitée depuis environ 4000 ans, et était autrefois une étape majeure sur la route de l'encens. L'influence culturelle du Yémen est plus forte ici que partout ailleurs dans le pays : architecture.
Najran est célèbre pour ses magnifiques jardins et parcs publics. Pêches, abricots, pommes, raisins, citrons et les oranges sont cultivées sur une grande échelle. Il est entouré de jardins et d'arbres verts et le charme des montagnes, la plus haute est la montagne d'Abu Hamadan qui est de 1 450 mètres.
La région étant montagneuse, la pluie est présente. Le climat est tempéré, et si les étés sont chauds, avec une température moyenne de 32 °C, les hivers sont frais, avec une moyenne de 6 °C.
Le reste de la région est constitué :
- à l'ouest, de zones montagneuses (plateau du Hijaz Sud, à près de 1 000 m), avec les agglomérations de Bi'r Idimah, Hima,
- à proximité de Najran et Nouveau Najran, (routes 15 et 177), de Al Kadra (aéroport), Aba as Su'ud, Mu'fija,
- à l'est, du désert de Rub al-Khali, avec en bordure les agglomérations de Ash Sharawrah/Sharora et Al Wuday'ah (routes 175 & 15).

Plus de 2/3 de la superficie de la province sont constitués par le désert du Rub-al Khali. Ce désert est constitué de grandes dunes de sable, plus à l'est, et plus il approche la zone montagneuse, à l'Ouest de la province, il est mélangé à des gravillons de pierres, et on rencontre souvent de grosses pierres, des rochers, et des collines. La zone fertile et montagneuse est donc située à l'Ouest de la province, (Plus précisément au Sud-Ouest) mais cette zone est aussi constituée de hauts sommets impropres à l'agriculture, et est la continuation des régions montagneuses et fertiles de la province de l'Asir, plus à l'Ouest.
Les habitants, Chiites et Sunnites se disent plus proches du Yémen voisin que des Saoudiens. L'Arabe parlé est très proche de celui parlé au Yémen, avec ses variantes qui le distinguent des autres parlers Arabes, dont celui du reste de l'Arabie saoudite. Ils sont caractérisés comme étant plus ruraux et paysans que le reste de la population de l'Arabie saoudite, ou le climat est globalement désertique.

## Histoire
L'oasis de Najran est habitée depuis environ 4 000 ans. Sa période de prospérité commerciale date des deux premiers siècles av. J.-C. Elle est mentionnée comme ‘’Beta limos’’, nommée ‘’Nagva Métroplis’’, ce qui signifie que sa réputation avait atteint la Grèce, ou plutôt les milieux commerçants hellénophones.
La plus importante civilisation du sud de la péninsule arabique est Al-Ukhdood, ou Al-Okhdod, ou Al-Akhdood, dont le nom, cité dans le Coran, évoque la mort de nombreux chrétiens sous le règne du roi yéménite Dhu Nuwas, en 523.
Une construction de Najran remarquable est un mur circulaire externe, de 220 mètres sur 230, en pierres carrées, avec avancées défensives, et contenant des bâtiments carrés et rectangulaires. Un cimetière existe au sud de la paroi externe. On a retrouvé des restes de verre, de métaux, de poteries, de bronze.
La région a livré des objets manufacturés, des gravures rupestres, des inscriptions, en particulier dans la ville d'Al Okhdood, au sud de la ville de Najran. Cette grande forteresse recouverte de sable pourrait avoir possédé de hauts murs d'enceinte composés de pierres géantes, comme la pierre de "Rass", en granite, de 2 mètres de haut.
Najran était la dernière étape importante sur la route de l'encens avant que les caravanes ne choisissent la voie, orientale ou occidentale, pour rejoindre le bassin méditerranéen. Le général romain Aelius Gallus conquiert la ville d'Al Okhdood en 24 av. J.-C.
Vers 250 ap. J.-C., la région passe sous le contrôle des Himyarites. Pendant leur domination, la population a été convertie au christianisme, jusqu’à l’arrivée de l’Islam en 630/631, non sans quelques résistances.
Une petite communauté chrétienne existe à Najran, avec laquelle Mahomet passe le Pacte de Najran. Selon Maxime Rodinson, « La ville de Najrân au Yémen était célèbre par sa communauté chrétienne, riche, nombreuse, qui avait subi un siècle auparavant les persécutions du roi juif Dhou Nowâs. »
Le fort actuel de Najran date de 1942, mais réutilise des éléments d’un ancien fort, peut-être préislamique, en tout cas de tradition arabe, si l’on en juge d’après les fenêtres sculptées et les portes.
En 1934, la province est rattachée au royaume d'Arabie saoudite, à la suite de conflits en relation avec la province voisine d'Asir, alors sous émirat.
Depuis 2000, la Guerre du Saada perturbe la zone frontalière du Yémen.

## Gouverneurs de la province de Najran
- Mishaal bin Saud 1997–2008
- Mishaal bin Abdullah Al Saud (en) 2009–2013

## Groupes religieux
La vallée fertile de Najran, entre montagnes et désert a longtemps été habitée par des communautés juives. La région de Sulaymani compte aussi des communautés ismaéliennes, zaydites et chrétiennes. La communauté juive a été soupçonnée dès 1949, à la suite de la création de l'État d'Israël. La communauté Zaidi de Najran serait de 2000 en 2008. En Arabie saoudite, le passé juif des communautés juives de Najran est nié, surtout depuis la création de l'État d'Israël, en 1949, et sur place, les traces Juives sont évoquées par voix orales. Le sujet des Juifs est tabou à Najran, et la police religieuse expulse assez rapidement les touristes qui abordent la question avec la population locale. L'essentiel des Juifs de Najran partirent en Israël, entre 1949 et 1952. Officiellement, il n'y aurait plus de Juifs dans la province de Najran, tout comme celle voisine de l'Asir.
Au recensement de 2004, les 408 000 habitants de la province, majoritairement ismaéliens, partageant une identité homogène à base de racines historiques, culturelles et religieuses. Les Chiites ismaéliens revendiquent 40 % de pratiquants dans la population locale.
Dans la ville de Najran, le quartier de Khushaiwa, avec le complexe de la mosquée de Mansourah, est la capitale spirituelle de la branche Sulaymani de la secte ismaélienne, l'un des deux grands axes de l'ismaélisme contemporain. Les Ismaéliens de Najran appartiennent principalement à deux tribus: [Banu Yam | Yam] et Hamdan. Ces tribus se prolongent dans le territoire qui se trouve aujourd'hui au Yémen. Il existe aussi des sunnites de la tribu Yam, convertis anciens ou récents.

## Centres d’intérêt touristique
- dans l'oasis :
  - fêtes populaires, danses folkloriques,
  - musée : formation des oueds et des déserts, découvertes archéologiques, artisanat local, collection d’outils et de photos du fameux diplomate, explorateur et espion
  - site d'Al-Ukhdood, habitée de 500 av. J.-C. jusqu'au Xe siècle, face au musée, avec sculptures, dessins des graphistes sabéens et kuffis,
  - vallée de Abi Al-Rshash, et vallée et la colline Nahoqa Raaom,
  - barrage récent de Najran, le plus grand réservoir d'eau du pays, Najran Valley Dam,
  - palais Al-Aan, dont la tour principale de 5 étages domine l’oasis, au sommet d’un éperon rocheux, mais qui ne se visite pas,
  - le fort de Najran, construit en 1942, déclassé en 1967,
  - marché populaire de Najran, près de l'ancien palais royal, composé de plusieurs bâtiments de plain-pied.
  - Remarquables photos dont quelques panoramiques de la ville ancienne sur Google Earth, en mai 2012.
- à partir de Najran, routes 15 et 177 :
  - Al-Faw, 340 km
  - Uruq Bani Ma'arid Protected Area, 222 km nord, gazelles, oryx ;
  - Bir Himma, 116 km nord, puits réputé vieux de 4 500 ans, accès libre (et site proche d'inscriptions sur rochers, permis nécessaire),
  - Jizan...

## Les (anciens) Chrétiens de Najran
Au début, Najran est une oasis, et sa population, polythéiste, adore particulièrement le palmier dattier, honoré lors d'une fête annuelle.
Selon l'historien Ibn Ishaq, Najran est le premier endroit d'Arabie à adopter le christianisme, dès le Ve siècle. Les chrétiens de Nadjran sont une branche de la tribu arabe Banu 'Harith (aussi : Balharith), partisans du christianisme monophysite. La ville est le siège d'un évêché.
La richesse de Najran, semblable à celle d'Edesse ou d'Alexandrie, vient de son rôle d'étape de deux trajets caravaniers importants, dont celui de l'encens d'Hadramaout. La ville est un lieu presque sacré pour les Arabes chrétiens à l'époque de l'influence byzantine (525-570).
Vers 523, les habitants chrétiens de Najran sont victimes de Dhu Nuwas, roi juif d'Himyar, c'est l'épisode des Martyrs de Najran évoqué dans le Coran.
La situation évolue avec la conquête persane de l'Arabie du sud en 570, puis le développement de l'islam.
À l'époque de Mahomet, la population chrétienne, encore victime d'exactions, se rend en délégation auprès du prophète, et bénéficie, en 632, d'un statut de minorité protégée, par le Pacte de Najran.
Sous le califat d'Umar (633-644), les chrétiens sont chassés du Najran. En fait, leur présence est attestée pendant les deux siècles suivants.